# Café Sem Troco
O Núcleo Rural Café Sem Troco é uma comunidade da região administrativa de Paranoá, no Distrito Federal.
A comunidade surgiu em 1975, a partir de um pequeno estabelecimento comercial que servia de opção para quem passava pelo trecho ainda de terra da BR-251, na altura do entroncamento com a DF-130. A comunidade fica a 56 km de distância do centro de Brasília. Com 12 mil habitantes em outubro de 2010, o Café Sem Troco abriga diversas famílias em casas de alvenaria, restaurantes, mercados, lojas de materiais de construção e salões de beleza.